# Suite per orchestra jazz n. 1
La Suite per Orchestra Jazz n. 1 (segnata talvolta come Op. 38b) è una composizione di Dmitrij Šostakovič, composta ed eseguita per la prima volta nel 1934.

## Storia e caratteristiche
Composta nel 1934, è stata eseguita, per la prima volta in pubblico, il 24 marzo dello stesso anno, la composizione dura intorno agli otto minuti ed è divisa in tre movimenti, ognuno dei quali è indicato con il nome di una danza:
1. Valzer
2. Polka
3. Foxtrot

La più importante registrazione di questo brano è contenuta nell'album "The Jazz Album", pubblicato dalla Decca, con Riccardo Chailly alla direzione dell'Orchestra reale del Concertgebouw.

## Discografia
- "The Jazz Album", Riccardo Chailly, Royal Concertgebouw Orchestra